# Android One
Android One ― сімейство Android-смартфонів від сторонніх виробників, що просуваються Google. У порівнянні з багатьма сторонніми Android пристроями, які поставляються з переробленим виробником інтерфейсом користувача і вбудованими додатками, ці пристрої працюють під управлінням ближньо-ванільної версії Android з обмеженими модифікаціями, та акцентом на Google сервіси (хоча вони можуть, як і раніше вдосконалювати програмне забезпечення для підтримки функцій обладнання, що входить у комплект, наприклад, камер). Пристрої на Android One отримують оновлення ОС принаймні два роки після їх випуску, а виправлення безпеки — принаймні три роки.
Програма Android One розпочалася в 2014 році і вперше позиціонувалася як еталонна платформа для пристроїв низького класу, орієнтованих на ринки, що розвиваються, такі як Індія. Метою програми було прискорити доступність нових версій Android на таких пристроях. У наступні роки програма Android One розширилася, аби націлитися на більшу територію та глобальних випусків, а також включити пристрої середнього та високого класу. Станом на грудень 2018 року було понад 100 моделей смартфонів на Android One.
Android One вважається спадкоємцем колишніх програм Google Play Edition та Nexus, в яких аналогічно були представлені пристрої від сторонніх виробників, спільно розроблені або перевірені Google, зі стандартним Android та швидшими випусками оновлень. Google Pixel замінив Nexus як основний бренд флагманських Android-пристроїв, вироблених Google; хоч вони і використовують стандартний інтерфейс Android, вони все ще містять ексклюзивні програмні функції, які не завжди стають доступними для вихідного коду Android або сторонніх пристроїв.

## Історія
Android One заснував Сундар Пічаї, колишній керівник продукту і нинішній генеральний директор Google. До Android One часто проходив принаймні рік, перш ніж останнє оновлення Android надійшло на пристрої, які не належать Google. Проєкт був націлений на індійський ринок низькорівневих пристроїв. Пічаї сказав, що початковий набір пристроїв використовував загальне обладнання, оскільки вони базувались на еталонній платформі, але все більший асортимент пристроїв мав бути запущений у майбутньому. Google відповідав за оновлення безпеки та системи для першого набору пристроїв Android One, який оснащений чотириядерною мобільною системою на чипі MediaTek MT6582 (Мобільна SoC).
У 2014 році телефони Android One спочатку випустили в Індії, Пакистані, Бангладеш, Непалі Індонезії, Філіппінах, Шрі-Ланці, М'янмі та інших країнах Південної Азії. Перші смартфони на Android One були випущені під індійськими брендами Micromax, Spice та Karbonn у вересні 2014 року, друге покоління смартфонів на Android One були під індонезійськими брендами Mito Impact, Evercoss One X, Nexian journey у лютому 2015 року та перший Android One з попередньо встановленою Android 5.0 Lollipop. Інші виробники, включаючи QMobile, випустили Android One-пристрій під назвою QMobile A1, 6 липня 2015 року в Пакистані. Android One був запущений в Нігерії в серпні 2015 року з Infinix Hot 2 X510 (версії на 1 та 2 ГБ ОЗП), який став першим Android One-пристроєм в Африці. Infinix Hot 2 X510 також експортувався в інші африканські країни, такі як Єгипет, Гана, Кот-д'Івуар, Марокко, Кенія, Камерун, Уганда, а також азійські країни, такі як Об'єднані Арабські Емірати, Пакистан та Індонезія (Тільки версія на 2 ГБ ОЗП). Інші виробництва повинні слідувати поступово.
У 2016 році SoftBank оголосив, що стане першим оператором в Японії, який представить телефон на Android One в країні, а саме Sharp 507SH, що був випущений в кінці липня 2016 р.
25 травня 2017 року турецька марка смартфонів General Mobile випустила наступне доповнення до свого повністю відданого портфоліо телефонів Android One, GM 6. Незабаром SoftBank представив Sharp X1 в Японії через свою дочірню телекомунікаційну компанію Y!Mobile 30 червня.
5 вересня 2017 року Android One та Xiaomi спільно оголосили Xiaomi Mi A1 першим пристроєм Android One, який буде випущений у всьому світі на більш ніж 36 ринках (в тому числі й на українському). У вересні 2017 року MVNO Google Fi представив перший Android One-пристрій, доступний у США, Moto X4 з Android One. У листопаді 2017 року Android One вийшов на німецький ринок з HTC з моделлю U11 Life. 
Наприкінці листопада 2017 року SoftBank оголосив про додавання чотирьох нових пристроїв до своєї лінійки Android One з Y!Mobile: X2 (HTC), X3 (Kyocera), S3 (Sharp) і S4 (Kyocera). 
У лютому 2018 року компанія HMD Global, виробник смартфонів Nokia, оголосила, що приєдналася до програми Android One. Nokia 6.1, Nokia 7 Plus і Nokia 8 Sirocco були одними з перших партій телефонів на базі Android One від HMD.
У 2020 році Xiaomi закрила серію Mi A, яка складалася зі смартфонів на Android One.

## Особливості
Пристрої схвалені компанією Google, і виробники оригінального обладнання (OEM) погоджуються з цими вимогами для пристрою:
- Має оновлення ОС Android протягом двох років.
- Має регулярні оновлення виправлень системи безпеки протягом трьох років.
- Має стандартний інтерфейс від Google. (ще називають стандартним виглядом Android)
- Обов'язково встановлені Google Сервіси.

Android One має такі особливості:
- Мінімальна кількість роздутого ПЗ.[19]
- Додаткові засоби, такі як Google Play Protect та пакет захисту від зловмисного програмного забезпечення Google.
- Android One-телефони надають пріоритет фоновій діяльності для найважливіших програм аби зменшеншити енергоспоживання. Крім того, його нижчий «слід пам'яті» (об'єм пам'яті, що забирає система) також підходить для смартфонів початкового рівня з 3 ГБ оперативної пам'яті або менше, а також для тих, що мають повільніші процесори.

### Оновлення ОС та безпеки
Щодо операційної системи (ОС) Android та оновлень системи безпеки, офіційна головна сторінка Android One говорить (дрібним шрифтом в кінці): "Підтвердьте точну тривалість підтримки телефонів на вашій території у виробника смартфонів. Щомісячні оновлення системи безпеки, що підтримуватимуться принаймні протягом трьох років після початкового випуску телефону ".
У статті блогу Google від 22 лютого 2018 р. сказано: «Швидший доступ до оновлень ОС Android протягом двох років, включаючи останні інновації ШІ від Google; Серед найбільш безпечних пристроїв в екосистемі з регулярними оновленнями безпеки протягом трьох років і вбудованою програмою Google Play Protect».
У грудні 2018 року Google заявила: «Ми підтверджуємо, що наша обіцянка забезпечити 2-річні оновлення на пристроях з Android One все ще залишається, і дизайн нашого вебсайту не впливає на обіцянку цієї програми».

## Продукти за роком оголошення або випуску
Android One продовжує розширювати свою лінійку смартфонів та географічну доступність завдяки партнерству OEM та операторів зв'язку.
Країни випуску, ймовірно, розширяться за межі початкових країн і регіонів, перелічених нижче.

### 2021
Примітка: Будь ласка, додайте посилання з датами випуску. Ведіть список у порядку за датою. Щоб сортування працювало правильно, місяці повинні складати 2 цифри.
| OEM, Модель | Країна    | SoC                        | Рік, місяць | Екран розмір. Співвідношення екрану до передньої частини | Деталі |
| ----------- | --------- | -------------------------- | ----------- | -------------------------------------------------------- | --- |
| Nokia X10   | Весь світ | Qualcomm Snapdragon 480 5G | 2021-06     | 6,67" ~79,8 %                                            | IPS, ~395 ppi, співвідношення 20:9. 64/128 ГБ, 4/6 ГБ ОЗП. Основна 48 Мп (ширококутний) + 5 Мп (надширококутний) + 2x 2 Мп (макро та сенсор глибини), передня 8 Мп. Одна або дві SIM-картки (подвійний режим очікування) або одна SIM-карта. 4470 мА·год. Випущений у червні 2021 року. 181 г (6,38 унції). |
| Nokia G20   | Весь світ | MediaTek Helio G35         | 2021-05     | 6,52" ~81,9 %                                            | IPS, ~269 ppi, співвідношення 20:9. 64/128 ГБ, 4 ГБ ОЗП. Основна 48 Мп (ширококутний) + 5 Мп (надширококутний) + 2x 2 Мп (макро та сенсор глибини), передня 8 Мп. Одна або дві SIM-картки (подвійний режим очікування) або одна SIM-карта. 5050 мА·год. Випущений у травні 2021 року. 197 г (6,95 унції).   |
| Nokia X20   | Весь світ | Qualcomm Snapdragon 480 5G | 2021-05     | 6,67" ~79,8 %                                            | IPS, ~395 ppi, співвідношення 20:9. 128 ГБ, 6/8 ГБ ОЗП. Основна 64 Мп (ширококутний) + 5 Мп (надширококутний) + 2x 2 Мп (макро та сенсор глибини), передня 32 Мп. Одна або дві SIM-картки (подвійний режим очікування) або одна SIM-карта. 4470 мА·год. Випущений у травні 2021 року. 220 г (7,76 унції).   |
| Nokia G10   | Весь світ | MediaTek Helio G25         | 2021-04     | 6,52" ~81,9 %                                            | IPS, ~269 ppi, співвідношення 20:9. 32/64 ГБ, 3/4 ГБ ОЗП. Основна 48 Мп (ширококутний) + 2x 2 Мп (макро та сенсор глибини), передня 8 Мп. Одна або дві SIM-картки (подвійний режим очікування) або одна SIM-карта. 5050 мА·год. Випущений у травні 2021 року. 194 г (6,64 унції).                           |

### 2020 рік
Примітка: Будь ласка, додайте посилання з датами випуску. Ведіть список у порядку за датою. Щоб сортування працювало правильно, місяці повинні складати 2 цифри.
| OEM, Модель  | Країна    | SoC                      | Рік, місяць | Екран розмір. Співвідношення екрану до передньої частини | Деталі |
| ------------ | --------- | ------------------------ | ----------- | -------------------------------------------------------- | --- |
| Nokia 3.4    | Весь світ | Qualcomm Snapdragon 460  | 2020-10     | 6,39 " 100,2 см 2 ~ 81,9 %                               | IPS, ~269 ppi, співвідношення 19,5:9. 32/64 ГБ, 3/4 ГБ ОЗП. Основна 13 Мп (ширококутний) + 5 Мп (надширококутний) + 2 Мп (глибина), 8 Мп спереду. Дві SIM-картки (крім Латинської Америки та США) (подвійний режим очікування) або одна SIM-карта. 4000 мА·год. Випуск жовтня 2020 року. 180 г (6,35 унції). |
| Nokia 2.4    | Весь світ | Mediatek Helio P22       | 2020-09     | 6,5 " 102,0 см 2 ~ 80,6 %                                | IPS, ~270 ppi, співвідношення 20: 9. 32 або 64 ГБ, 2 ГБ або 3 ГБ ОЗП. 13 + 2 МП ззаду, 5 МП спереду. Подвійна SIM (подвійний режим очікування). 4500 мА·год. Випуск від вересня 2020 року. 189 г (6,88 унції).                                                                                               |
| Nokia 8.3 5G | Весь світ | Qualcomm Snapdragon 765G | 2020-09     | 6,81 " 112 см 2 ~ 82,9 %                                 | IPS, ~386 ppi, співвідношення 20: 9. 64 або 128 ГБ, 6 або 8 ГБ ОЗП. 64 Мп (ширококутний) + 12 Мп (надширококутний) + 2x 2 Мп (макро та глибина) ззаду, 24 Мп спереду. Одинарна або подвійна SIM (подвійний режим очікування). 4500 мА·год. Випуск від вересня 2020 року. 220 г (7,76 унція).                 |
| Moto G Pro   | Весь світ | Qualcomm Snapdragon 665  | 2020-06     | 6,4 " 100,7 см 2 ~ 83,7 %                                | IPS, ~399 ppi, співвідношення 19,2: 9. 128 ГБ, 4 ГБ ОЗП. 48 Мп (ширококутний) + 16 Мп (надширококутний) + 2 Мп (макро) ззаду, 16 Мп спереду. Подвійна SIM (подвійний режим очікування). 4000 мА·год. Випуск у червні 2020 року. 192 г (6,77 унція).                                                          |
| Nokia 5.3    | Весь світ | Qualcomm Snapdragon 665  | 2020-04     | 6,65 " 103,6 см 2 ~ 82,3 %                               | IPS, ~268 ppi, співвідношення 20: 9. 64 ГБ, 3 або 4 або 6 ГБ оперативної пам'яті. 13 Мп (широкий) + 5 Мп (ультраширокий) + 2x 2 Мп (макро та глибина) ззаду, 8 Мп спереду. Одинарна або подвійна SIM (подвійний режим очікування). 4000 мА·год. Випуск у квітні 2020 року. 185 г (7,76 унція).               |

### 2019 рік
Примітка: Будь ласка, додайте посилання з датами випуску. Ведіть список у порядку за датою. Щоб сортування працювало правильно, місяці повинні складати 2 цифри.
| OEM, Модель         | Країна         | SoC                | Рік, місяць | Розмір екрану. Співвідношення екрану до передньої частини | Деталі |
| ------------------- | -------------- | ------------------ | ----------- | --------------------------------------------------------- | --- |
| Nokia 2.3           | Весь світ      | MediaTek Helio A22 | 2019-12     | 6,2" 95,9 см2 ~80,7 %                                     | IPS, ~271 ppi, співвідношення 19:9. 32 ГБ, 2 ГБ ОЗП. Основна камера 13 + 2 Мп, фронтальна 5 Мп. Одна або Дві SIM (dual stand-by). 4000 мА·год. Випущений у грудні 2019 року. 183 г (6.46 oz). |
| Sharp S7            | Японія         | Snapdragon 630     | 2019-12     | 5,5" 87,7 см2~85,2 %                                      | IGZO, ~439 ppi, співвідношення 18:9. 32/128 ГБ, 3 ГБ ОЗП. Основна камера 12 Мп, фронтальна 8 Мп. Одна SIM (Nano-SIM). 4000 мА·год. Випущений у грудні 2019 року. 167 г (5,89 oz). |
| Mara Z              | Руанда         | Snapdragon 435     | 2019-10     | 5,7" 83,84 см2 ~74,79 %                                   | IPS, ~282 ppi, співвідношення 18:9. 32 ГБ, 3 ГБ ОЗП. 13 MP rear, 13 MP front. Одна SIM (Nano-SIM) або Dual SIM (dual stand-by). 3075 мА·год. Випущений у жовтні 2019 року. 152 г (5.36 oz). |
| Nokia 6.2           | Весь світ      | Snapdragon 636     | 2019-10     | 6,3" 99,1 см2 ~82,5 %                                     | IPS, ~400 ppi, співвідношення 19:9. 32/64/128 ГБ, 3/4 ГБ ОЗП. 16+8+5 MP rear, 8 MP front. Одна SIM (Nano-SIM) або Dual SIM (dual stand-by). 3500 мА·год. Випущений у жовтні 2019 року. 180 г (6,35 oz). |
| Nokia 7.2           | Весь світ      | Snapdragon 660     | 2019-09     | 6,3" 99,1 см2 ~82,5 %                                     | IPS, ~400 ppi, співвідношення 19:9. 64/128 ГБ, 4/6 ГБ ОЗП. Основна камера 48+8+5 Мп, фронтальна 20 Мп. Одна SIM (Nano-SIM) або дві SIM (dual stand-by). 3500 мА·год. Випущений у вересні 2019 року. 180 г (6,35 oz). |
| Motorola One Action | Весь світ      | Exynos 9609        | 2019-08     | 6,3" 94,0 см2 ~82,5 %                                     | IPS, ~432 ppi, співвідношення 21:9. 128 ГБ, 4 ГБ ОЗП. Wide 12 MP rear (portrait) and Ultrawide 16 MP rear (landscape), Wide 12 MP front. Single або hybrid Dual SIM (dual stand-by). 3500 мА·год. Випущений у серпні 2019 року. 176 г (6,21 oz).                                                                                               |
| Xiaomi Mi A3        | Весь світ      | Snapdragon 665     | 2019-07     | 6,08" 88,7 см2 ~80,3 %                                    | AMOLED, ~286 ppi, співвідношення 19.5:9. 64/128 ГБ, 4 ГБ ОЗП. 32 Мп фронтальна, потрійна основна камера (48/8/2 Мп). Dual SIM (dual stand-by). 4030 мА·год. Випущений у липні 2019 року. 173,8 г (6,14 oz). |
| Nokia 3.2           | Весь світ      | Snapdragon 429     | 2019-06     | 6,26" 97,8 см2 ~80,5 %                                    | IPS, ~269 ppi, співвідношення 19:9. 32 ГБ, 3 ГБ ОЗП або 16 ГБ, 2 ГБ ОЗП. 13 MP rear, 5 MP front. Dual SIM (dual stand-by). 4000 мА·год. Випущений у червні 2019 року. 181 г (6,38 oz). |
| Nokia 2.2           | Весь світ      | MediaTek Helio A22 | 2019-06     | 5,71" 81,4 см2 ~79,0 %                                    | IPS, ~295 ppi, співвідношення 19:9. 16/32 ГБ, 2/3 GB ОЗП. Основна 13 Мп, фронтальна 5 Мп. Single або Dual SIM (dual stand-by). 3000 мА·год. Випущений у червні 2019 року. 153 г (5,40 oz). |
| Nokia 4.2           | Весь світ      | Snapdragon 439     | 2019-05     | 5,71" 81,4 см2 ~76,6 %                                    | IPS, ~295 ppi, співвідношення 19:9. 32 ГБ, 3 ГБ ОЗП або 16 ГБ, 2 ГБ ОЗП. Основна камера 13+2 Мп, фронтальна 8 Мп. Дві SIM (dual stand-by). 3000 мА·год. Випущений у травні 2019 року. 161 г (5,68 oz). |
| Motorola One Vision | Вибрані країни | Exynos 9609        | 2019-05     | 6,3" 94,0 см2 ~82,5 %                                     | IPS, ~432 ppi, співвідношення 21:9. 128 ГБ, 4 ГБ ОЗП. Основна камера 48 Мп, фронтальна 25 Мп. Оптична стабілізація зображення (OIS). Одна або гібридний Dual SIM (dual stand-by). 3500 мА·год. Випущений у травні 2019 року. 180 г (6,35 oz). Це перший смартфон на Android One, що використовує SoC від Samsung замість Qualcomm та MediaTek. |
| Nokia X71           | Весь світ      | Snapdragon 660     | 2019-04     | 6,39″ 100,9 см2 ~83,9 %                                   | IPS, ~400 ppi, співвідношення 19:9. 128 ГБ, 6 ГБ ОЗП. Основна 48+8+5 Мп, Фронтальна 16 Мп. Dual SIM (dual stand-by). 3500 мА·год. Випущений у квітні 2019 року. 180 г (6,35 oz). |
| Nokia 9 PureView    | Весь світ      | Snapdragon 845     | 2019-02     | 5,99" 92,6 см2 ~79,7 %                                    | P-OLED, ~538 ppi, співвідношення 18:9. 128 ГБ, 6 ГБ ОЗП. 5x12 Мп rear, фронтальна 20 Мп. Time-of-flight камера. Одна або гібридний Dual SIM (dual stand-by). 3320 мА·год. Випущений у лютому 2019 року. 172 г (6,07 oz). |

Примітка: Будь ласка, додайте посилання з датами випуску. Ведіть список у порядку за датою. Щоб сортування працювало правильно, місяці повинні складати 2 цифри.
| OEM, Модель             | Країна         | SoC                       | Рік, Місяць | Розмір екрану. Співвідношення екрану до передньої частини | Деталі |
| ----------------------- | -------------- | ------------------------- | ----------- | --------------------------------------------------------- | --- |
| Nokia 8.1               | Весь світ      | Snapdragon 710            | 2018-12     | 6,18" 95,3 см2 ~81,2 %                                    | IPS, ~408 ppi, співвідношення 19:9. 4/6 ГБ ОЗП. 64/128 ГБ storage. 13+12 MP rear, 12 MP front. Оптична стабілізація зображення (OIS). Задній сканер відбитків пальців. NFC. 3500 мА·год. Випущений у грудні 2018 року.                  |
| Motorola One Power      | Весь світ      | Snapdragon 636            | 2018-10     | 6,2" 96,4 см2 ~81,3 %                                     | IPS, ~403 ppi, співвідношення 18.7:9. 3/4/6 ГБ ОЗП, 64 ГБ storage. 16+5 MP rear, 12 MP front. Single or Dual SIM (dual stand-by). 5000 мА·год. Випущений у жовтні 2018 року.                                                            |
| Nokia 3.1 Plus          | Весь світ      | Mediatek MT6762 Helio P22 | 2018-10     | 6,0" 92,9 см2 ~77,5 %                                     | IPS, ~268 ppi, співвідношення 18:9. 2/3/4 ГБ ОЗП 16/32 ГБ storage. 13+5 MP rear, 8 MP front. Hybrid Dual SIM (dual stand-by). 3500 мА·год. Випущений у жовтні 2018 року.                                                                |
| Nokia 7.1               | Весь світ      | Snapdragon 636            | 2018-10     | 5,84" 85,1 см2 ~79,9 %                                    | IPS, ~432 ppi, співвідношення 19:9. 64 ГБ, 4 ГБ ОЗП або 32 ГБ, 3 ГБ ОЗП. 12 MP rear, 5 MP front. Single or hybrid Dual SIM (dual stand-by). 3060 мА·год. Випущений у жовтні 2018 року.                                                  |
| Motorola One            | Весь світ      | Snapdragon 625            | 2018-10     | 5,9" 85,7 см2 ~79,2 %                                     | IPS, ~287 ppi, співвідношення 19:9. 64 ГБ, 4 ГБ ОЗП. 13+2 MP rear, 8 MP front. Single or Dual SIM (dual stand-by). 3000 мА·год. Випущений у жовтні 2018 року.                                                                           |
| LG G7 One               | Канада         | Snapdragon 835            | 2018-10     | 6,1" 91,3 см2 ~82,9 %                                     | IPS, ~563 ppi, співвідношення 19.5:9. 32 ГБ, 4 ГБ ОЗП або 64 ГБ (тільки в Кореї). 16 MP rear, 8 MP front. Optical image stabilization (OIS). Single or Dual SIM (dual stand-by). 3000 мА·год. Випущений у жовтні 2018 року.             |
| General Mobile GM 9 Pro | Вибрані країни | Snapdragon 660            | 2018-09     | 6,01" 93,2 см² ~77,3 %                                    | AMOLED, ~402 ppi, співвідношення 18:9. 64 ГБ, 4 ГБ RAM. 12+8 MP rear, 8 MP front. Single or Dual SIM (dual stand-by). 3800 мА·год. Випущений у вересін 2018 року.                                                                       |
| Nokia 5.1               | Весь світ      | MediaTek Helio P18        | 2018-08     | 5,5" 78,1 см2 ~73,1 %                                     | IPS, ~439 ppi, співвідношення 18:9. 32 ГБ, 3 ГБ RAM or 16 ГБ, 2 ГБ RAM. 16 MP rear, 8 MP front. Dual SIM (dual stand-by). 2970 мА·год. Випущений у серпні 2018 року.                                                                    |
| Nokia 6.1 Plus          | Весь світ      | Snapdragon 636            | 2018-08     | 5,8" 85,1 см2 ~81,5 %                                     | IPS, ~432 ppi, співвідношення 19:9. 64 ГБ, 4/6 ГБ RAM. 16+5 MP rear, 16 MP front. Hybrid Dual SIM (dual stand-by). 3060 мА·год. Випущений у серпні 2018 року.                                                                           |
| Infinix Note 5          | Вибрані країни | Mediatek MT6763 Helio P23 | 2018-08     | 6,0" 92,9 см2 ~78,4 %                                     | LTPS IPS, ~402 ppi, співвідношення 18:9. 64 ГБ, 4 ГБ RAM or 32 ГБ, 3 ГБ RAM. 12 MP rear, 16 MP front. Dual SIM (dual stand-by). 4500 мА·год. Випущений у серпні 2018 року.                                                              |
| Xiaomi Mi A2            | Весь світ      | Snapdragon 660            | 2018-07     | 5,99" 92,6 см2 ~77,4 %                                    | LTPS IPS, ~403 ppi, співвідношення 18:9. 128 ГБ, 6 ГБ ОЗП або 32/64 ГБ, 4 ГБ ОЗП. Основна камера 12+20 Мп, фронтальна 20 Мп. Дві SIM (dual stand-by). Є перейменованим Mi 6X (версія з MIUI); 3000 мА·год. Випущений у липні 2018 року. |
| Xiaomi Mi A2 Lite       | Весь світ      | Snapdragon 625            | 2018-07     | 5,84" 85,1 см2 ~79,5 %                                    | IPS, ~432 ppi, співвідношення 19:9. 64 ГБ, 4 ГБ ОЗП або 32 ГБ, 3 ГБ ОЗП. Основна камера 12+5 Мп, фронтальна 5 Мп. Є перейменованим Redmi 6 Pro (версія з MIUI). Dual SIM (dual stand-by). 4000 мА·год. Випущений у липні 2018 року.     |
| Nokia 5.1 Plus          | Весь світ      | Mediatek MT6771 Helio P60 | 2018-07     | 5,86" 85,7 см2 ~79,6 %                                    | IPS, ~287 ppi, 19:9 співвідношення. 64 ГБ, 4/6 ГБ ОЗП або 32 ГБ, 3 ГБ ОЗП. Основна камера 13+5 Мп, фронтальна 8 Мп. Дві SIM (dual stand-by). 3060 мА·год. Випущений у липні 2018 року.                                                  |
| Sharp X4                | Японія         | Snapdragon 630            | 2018-06     | 5,5" 78,1 см2 ~73,1 %                                     | IGZO, 439 ppi, співвідношення 18:9. 32 ГБ, 3 ГБ ОЗП. 16 MP rear, 8 MP front. Single SIM. 3100 мА·год. Випущений у червні 2018 року. |
| BQ Aquaris X2 Pro       | Європа         | Snapdragon 660            | 2018-06     | 5,65" 82,4 см2 ~75,6 %                                    | LTPS IPS, ~427 ppi, співвідношення 18:9. 128 ГБ, 6 ГБ ОЗП або 64 ГБ, 4 ГБ ОЗП. 12+5 MP rear, 8 MP front. Hybrid Dual SIM (dual stand-by). 3100 мА·год. Випущений у червні 2018 року.                                                    |
| BQ Aquaris X2           | Європа         | Snapdragon 636            | 2018-06     | 5,65" 82,4 см2 ~75,6 %                                    | LTPS IPS, ~427 ppi, співвідношення 18:9. 64 ГБ, 4 ГБ ОЗП або 32 ГБ, 3 ГБ ОЗП. 12+5 MP rear, 8 MP front. Hybrid Dual SIM (dual stand-by). Випущений у червні 2018 року.                                                                  |
| Nokia 3.1               | Весь світ      | MediaTek 6750             | 2018-05     | 5,2" 69,8 см2 ~69,4 %                                     | IPS, ~310 ppi, співвідношення 18:9. 32 ГБ, 3 ГБ ОЗП або 16 ГБ, 2 ГБ ОЗП. 13 MP rear, 8 MP front. Dual SIM (dual stand-by). 2990 мА·год. Випущений у травні 2018 року.                                                                   |
| Nokia 6.1               | Весь світ      | Snapdragon 630            | 2018-04     | 5,5" 82,6 см2 ~73,2 %                                     | IPS, ~403 ppi, співвідношення 16:9. 32/64 ГБ, 3/4 ГБ ОЗП. 16 MP rear, 8 MP front. Hybrid Dual SIM (dual stand-by). 3000 мА·год. Випущений у квітні 2018 року.                                                                           |
| Nokia 8 Sirocco         | Весь світ      | Snapdragon 835            | 2018-04     | 5,5" 83,4 см2 ~81,1 %                                     | P-OLED, ~534 ppi, співвідношення 16:9. 128 ГБ, 6 ГБ ОЗП. 12+13 MP rear, 5 MP front. Single or Dual SIM (dual stand-by). 3260 мА·год. Випущений у квітні 2018 року.                                                                      |
| Nokia 7 Plus            | Весь світ      | Snapdragon 660            | 2018-03     | 6,0" 92,4 см2 ~77,2 %                                     | IPS, ~403 ppi, співвідношення 18:9. 64 ГБ, 4 ГБ ОЗП. 12+13 MP rear, 16 MP front. Hybrid Dual SIM (dual stand-by). 3800 мА·год. Випущений в березніні 2018 року.                                                                         |
| General Mobile GM 8     | Вибрані країни | Snapdragon 435            | 2018-02     | 5,7" 83,8 см² ~74,8 %                                     | IPS, 282 ppi, співвідношення 18:9. 32 ГБ, 3 ГБ ОЗП. 13 MP rear, 5 MP front. Single or Dual SIM (dual stand-by). 3075 мА·год. Випущений у лютому 2018 року.                                                                              |
| Sharp S3                | Японія         | Snapdragon 430            | 2018-01     | 5" 69,0 см2 ~69,0 %                                       | IGZO, 441 ppi, співвідношення 16:9. 32 ГБ, 3 ГБ ОЗП. 13 MP rear, 5 MP front. Single SIM. 2700 мА·год. Випущений в січні 2018 року. |

### 2017 рік
Примітка: Будь ласка, додайте посилання з датами випуску. Ведіть список у порядку за датою. Щоб сортування працювало правильно, місяці повинні складати 2 цифри.
| OEM, Модель         | Країна                        | SoC            | Рік, місяць | Деталі |
| ------------------- | ----------------------------- | -------------- | ----------- | --- |
| Kyocera S4          | Японія                        | Snapdragon 430 | 2017-11     | S4 був анонсований 30 листопада 2017 року. Він включає Snapdragon 430 з 5,0" дисплеєм та батареєю на 2600 мА·год. Також він має 3 ГБ ОЗП, основну камеру на 13 Мп та фронтальну на 5 Мп. |
| Kyocera X3          | Японія                        | Snapdragon 630 | 2017-11     | Kyocera X3 був анонсований Y!Mobile 30 листопада 2017 року та мав Qualcomm Snapdragon 630 з 5,2" дисплеєм та батареєю на 2800 мА·год. Також він мав 3 ГБ ОЗП, 13 Мп основну камеру та 8 Мп фронтальну. |
| HTC X2              | Японія                        | Snapdragon 630 | 2017-11     | X2 від HTC був оголошений Y!Mobile 30 листопада 2017року та мав Qualcomm Snapdragon 630 з 5.0" дисплеєм та батареєю на 2600 мА·год. Також він мав 3 ГБ ОЗП, 16 Мп основну камеру та 4 Мп фронтальну. |
| Motorola Moto X4    | США                           | Snapdragon 630 | 2017-10     | Motorola Moto X4 був оголошений в серпні 2017 року і поступив у продаж в жовтні 2017. Це перший Android One-смартфон Motorola з чипсетом Qualcomm Snapdragon 630. Поставлявся з подвійною камерою. |
| HTC U11 Life        | Велика Британія, Німеччина    | Snapdragon 630 | 2017-09     | Перехід телефонів HTC U11 Life до програми Android One був оголошений 13 вересня 2017 року. Перейменований телефон HTC є третім (після Xiaomi Mi A1 та Motorola Moto X4) Android-смартфоном середнього, що приєднався до групи смартфонів на Android One. |
| Xiaomi Mi A1        | Весь світ                     | Snapdragon 625 | 2017-09     | Xiaomi Mi A1 був оголошений 5 вересня 2017 року. Він був спільно розроблений Google та Xiaomi. Є перейменованим Mi 5X з єдиною різницею в назві та програмному забезпеченні. Він поставлявся з Android 7.1.2 Nougat та буде отримувати як мінімум 2 роки оновлання ОС. Він вже отримав оновлення до Android 8.0 «Oreo» наприкінці 2017 року та до Android 9 Pie в 2018. Крім цього він отримував протягом 3 років щомісячні виправлення оновлення системи безпеки. Був оснащений дсплеєм 5.5", 1920 x 1080 з 2.5D-склом Corning Gorilla Glass, повністю металевим корпусом із заокругленими краями, сканером відбитків пальців, подвійною камерою, батреєю на 3080 мА·год, портом USB-C, графічним процесором Adreno 506, 4 ГБ ОЗП та 64 ГБ вбудованої пам'яті. Це другий пристрій на Android One після BQ Aquaris A4.5, що був коли-небудь доступним в Європі. На відміну від минулих смартфонів на базі Android One, що обмежувалися тільки власними країнам, Xiaomi Mi A1 став першим Android One-смартфоном, що був широко доступний у багатьох країнах (принаймні 36). Випускаючи Xiaomi Mi A1, Google надає уніфіковане і послідовне апаратне та програмне забезпечення у країнах, що розвиваються. Пізніше HMD Global (під брендом Nokia) та Motorola Mobility, що належить Lenovo також були включені до групи брендів, що глобально продавали Android One-смартфони (з меншими обмеженнями міжнародного розповсюдження). |
| Sharp X1            | Японія                        | Snapdragon 435 | 2017-06     | Sharp X1 був випущений 30 червня 2017 року в Японії з Android 7.1.2. Був оснащений 5.3-дюймовим IGZO дисплеєм з роздільністю 1920×1080 пікселів та захистом від вологи та пилюки по стандарту IP68. |
| Sharp S1            | Японія                        | Snapdragon 430 | 2017-02     | S1 є другим телефоном Sharp на Android One для Японії. Був випущений 24 лютого 2017 року у чотирьох різних кольорах з Android 7.0, 5-дюймовим 1920×1080 IGZO дисплеєм та рейтингом IP67. |
| General Mobile GM 6 | Туреччина, Нідерланди, Італія | MT6737T        | 2017-02     | General Mobile GM 6 був випущений в лютому 2017 року. Він був оголошений на Mobile World Congress 2017. Він має 5.0-дюймовий 720p дисплей з 3 ГБ ОЗП, батареєю на 3000 мА·год та сканером відбитків пальців. Також в липні 2017 року він поступив у продаж в Нідерландах та Італії. |
| Kyocera S2          | Японія                        | Snapdragon 425 | 2017-01     | В січні 2017 року, Kyocera оголосили свій перший Android One-телефон для Японії. S2 є захищеним від води та спортивним телефоном з 5-дюймовим HD-екраном, що захищений загартованим склом. Був випущений на Android 7.0 та пізніше був оновлений до Android 7.1 у березні 2017 року. |

### 2016 рік
Примітка: Будь ласка, додайте посилання з датами випуску. Ведіть список у порядку за датою. Щоб сортування працювало правильно, місяці повинні складати 2 цифри.
| OEM                   | Країна    | SoC            | Рік, місяць | Деталі |
| --------------------- | --------- | -------------- | ----------- | --- |
| Sharp 507SH           | Японія    | Snapdragon 617 | 2016-07     | 507SH було запущено в липні 2016 р Це перший телефон Android One, випущений в Японії, і один з перших смартфонів Android One від великого виробника. Його випускає Y!Mobile, дочірня компанія Softbank, заснована на AQUOS U, ще одному подібному телефоні Sharp, випущеному au KDDI. Телефон має безліч унікальних для Японії функціональних можливостей, включаючи FeliCa, водонепроникний та односекційний. Кілька інших функціональних можливостей, таких як Emopa, також спочатку планувалося додати до телефону, але їх було вилучено пізніше, оскільки це може затримати оновлення програмного забезпечення. |
| General Mobile 5 Plus | Туреччина | Snapdragon 617 | 2016-02     | 22 лютого 2016 року General Mobile оголосив про свій другий телефон Android One на Mobile World Congress. GM 5 Plus, який постачається з процесором Snapdragon 617 octacore разом з 3 ГБ оперативної пам'яті, 13 Камери MP з обох сторін, порт USB-C та 3100 мАг акумулятор. Це перший телефон на Android One, який має порт USB-C. GM 5 Plus буде продаватися в 16 країнах світу, перший продаж якого відбудеться в Туреччині в березні. |

### 2015 рік
Примітка: Будь ласка, додавайте посилання з датами випуску. Ведіть список у порядку за датою. Щоб сортування працювало правильно, місяці повинні складати 2 цифри.
| OEM, модель               | Країна              | SoC            | Рік, місяць | Деталі |
| ------------------------- | ------------------- | -------------- | ----------- | --- |
| BQ Aquaris A4.5           | Іспанія, Португалія | MT6582         | 2015-09     | У вереснія 2015, BQ запустила в Іспанії Aquaris A4.5. Це був перший пристрій другого покоління Android One, що став доступним в Європі. Це dual SIM 4G смартфон з 4.5-дюймовим 540×960 пікселів дисплеєм та захисним склом Dragontrail. Процесор MediaTek MT6735M з 1 ГГц чотириядерним ЦПУ, двома версіями на 1 або 2 ГБ ОЗП. Сховище на 16 ГБ, яке можна розширити картою micro-SD до 64 ГБ. Основна камера на 8 Мп, а фронтальна на — 5 Мп. Батарея має об'єм 2470 мА·год. Смартфон працює з коробки на Android 5.1.1 з підтримкою та оновленнями безпосередньо від Google. 21 вересня 2015 року Google оголосила, що Aquaris A4.5 також буде продаватися в Португалії. |
| Cherry Mobile One G1      | Філіппіни           | Snapdragon 410 | 2015-08     | Представлений в серпні 2015 року, Cherry Mobile One G1 став третім Android One-смартфон, що був випущений у Філіппінах. One G1 є великим вдосконаленням в порівнянні з іншими Android One-пристроями в країні. Він оснащений 5-дюймовим HD екраном зі склом Dragontrail, процесором Qualcomm Snapdragon (на відміну процесорів MediaTek), 2 ГБ ОЗП, 16 ГБ вбудованої пам'яті та підтримкою 4G LTE. |
| i-mobile IQ II            | Таїланд             | Snapdragon 410 | 2015-08     | 4 серпня 2015 року, i-mobile представили перший пристрій пристрій на Android One у Таїланді. i-mobile IQ II має 5.0-дюймовий 1280×720 IPS-дисплей, процесор з тактовою частотою 1.2 ГГц Qualcomm Snapdragon 410 з 1 ГБ ОЗП, 4G LTE (з підтримкою двох SIM-карток), 16 ГБ сховища з можливістю розширення за допомогою microSD (до 32 ГБ), знімну батарею об'ємом 2500 мА·год, основну камеру на 8 Мп та фронтальну на 2 Мп. Поставлявся з попередньо встановленим Android 5.1.1 Lollipop. |
| Infinix Mobile Hot 2 X510 | Індонезія, Нігерія  | MT6582         | 2015-08     | After being launched in Nigeria on August 2015, Infinix Hot 2 X510 came into the Indonesian market as 2nd gen Android One phone on September 28, 2015. This Android One phone has some improvements over the 3 other Android One devices launched before. It has a 5-inch, 720 × 1280 resolution, 293 ppi, Capacitive IPS display surfaced with DragonTrail Glass; 2 GB RAM and 16 GB Internal ROM; 8 MP rear camera with single LED flash and 2 MP front camera; LED notification; 2200 mAh Li-ion battery and good stylish body with mirror looks back panel made from polycarbonate plastic. The other specifications are still the same with its predecessors. The Infinix Hot 2 uses a 6580 MediaTek SoC with a 1.3 GHz ARM Cortex A7 Quadcore processor and Mali 400MP1 GPU; FM Radio; Micro SD; in built GPS; and 3G dual micro SIM support. But the Infinix Hot 2 also lacks some features present in its predecessors such as no gyroscopes or a magnetic/compass sensor and no OTG USB support. The Infinix Hot 2 also doesn't support 4G LTE. The Infinix Hot 2 comes in multiple choices of colors: Gold, Black and White and much more. The Infinix Hot 2 also has the original pure AOSP 5.1 Lollipop pre-installed. It received Android 6.0 Marshmallow in January 2016 and will get the next incremental Android version, which is scheduled by Infinix instead of Google directly. On August 18, 2015, Infinix Mobility launched the Infinix Hot 2 in Lagos, Nigeria. The flagship smartphone which runs on Android One was first made available on Jumia, one of the largest online retail stores in Nigeria. Infinix Hot 2 comes with a 1.3 GHz Quadcore processor, 5-inch HD double glass screen, dual-SIM support, 16 GB ROM and Android 5.1.1 Lollipop pre-installed. It is in two variations with one having 1 GB RAM and the other having 2 GB RAM. It has a 2 MP front camera and 8 MP back camera. It received an update to Android version 6.0 during the early quarter of 2016. |
| QMobile A1                | Пакистан            |                | 2015-07     | On July 6, 2015, Google has launched the QMobile A1 in Pakistan. The new Android One smartphone is readily available for purchase at retail stores across the country. The QMobile A1 brings a stock Android experience (Lollipop 5.1.1) to an affordable price point for those who simply cannot splash out on flagship devices. The QMobile A1 comes with a 1.3 GHz Quad core processor, a 4.5-inch IPS FWVGA screen, dual-SIM support, 1 GB of RAM, 8 GB ROM and Android 5.1.1 (Lollipop) pre-installed. The device also has a back camera of 5.0 MP along with a LED flash, a front camera of 2 MP and a 1700 mAh battery. |
| Lava Pixel V1             | Індія               | MT6582         | 2015-07     | У липні 2015 року, Lava Mobiles представила 3G-телефон Pixel V1 з 1.3 ГГц 4-ядерним процесором Mediatek MT6582 та 2 ГБ ОЗП. Був оновлений до Android 6.0 (Marshmallow). |
| Cherry Mobile One         | М'янма              | MT6582         | 2015-06     | 23 червня 2015 року Google оголосила перший Android One-телефон в М'янмі. Cherry Mobile One ― смартфон, що вироблявся в Філіппінах, який є першим на ринку М'янми пристроєм на Android One. Як і більшість пристроїв на Android One, він працює на SoC MediaTek MT6582 з 4.5-дюймовим, роздільністю 480×854 IPS-дисплеєм, 1 ГБ ОЗП, 8 ГБ вбудованої пам'яті, GPU Mali-400, 5-мегапіксельною основною, 2-мегапіксельною фронтальною камерою, FM-радіо та підтримкою двох SIM-карток. Cherry Mobile One поставлявся з Android Lollipop 5.1.1 з коробки. Поступив у продаж 26 червня 2015 року. |
| General Mobile 4G         | Туреччина           | Snapdragon 410 | 2015-05     | On May 12, 2015, Google announced the first Android One phone available in Turkey, becoming available in stores on May 15, 2015. The General Mobile 4G is also the first Android One phone that has a Qualcomm Snapdragon processor and 4G LTE support, using the LTE-capable Snapdragon 410, a 4-core processor running at 1.2 GHz with 2 GB of RAM. |
| Cherry Mobile One         | Філіппіни           | MT6582         | 2015-02     | The Cherry Mobile One, launched in February 2015, is the latest addition to the Android One family, marketed specifically for the Philippine market. As with most Android One devices, it runs on a MediaTek MT6582 SoC, with a 4.5-inch, 480×854 resolution IPS display, 1 GB of RAM, a Mali-400 GPU, 5 megapixel rear camera, 2 megapixel front camera, FM radio and dual SIM support. The new device does bear some minor improvements over the original three, namely that it has 8 GB of storage space instead of 4 GB. Like the Mito Impact and the MyPhone Uno, the Cherry Mobile One will come with Android Lollipop 5.1.1 out of the box. On June 23, 2015, Google announced that the Cherry Mobile One will be sold in Myanmar. |
| MyPhone Uno               | Філіппіни           |                | 2015-02     | Як і Cherry Mobile One, MyPhone Uno, передставлений у лютому 2015 року, зроблений для ринку Філіппін і має подібні характеристики. Uno, однак, поставлявся тільки з 4 ГБ сховища, але він також отримував регулярні оновлення програмного забезпечення. MyPhone Uno має такий самий дизайн як і Micromax Canvas A1. |
| Mito Impact               | Індонезія           | MT6582         | 2015-02     | It is the Android One device available for Indonesia. It was launched in February 2015. Based on Google's reference design, it has a 4.5-inch, 480x854 resolution IPS display, a MediaTek MT6582 SoC with 1.3 GHz quad-core Cortex-A7 CPU and Mali 400 MP2 GPU, 1 GB RAM, 1780 mAh battery, 5 megapixel rear camera, 2 megapixel front camera, FM radio and dual SIM support. The new device does bear some minor improvements over the original three, namely that it has 8 GB of storage space instead of 4. The main attraction of the Mito Impact One is that it is running Android Lollipop out of the box. The device is available as of February 2015 |
| Evercoss One X            | Індонезія           | MT6582         | 2015-02     | It is the Android One device available for Indonesia at the price of Rp. 999,000 ($82). It was launched in February 2015. Based on Google's reference design, it has a 4.5-inch, 854×480 resolution IPS display, a MediaTek MT6582 SoC with 1.3 GHz quad-core Cortex-A7 CPU and Mali 400 MP2 GPU, 1 GB RAM, 1700 mAh battery, 5 megapixel rear camera, 2 megapixel front camera, FM radio and dual SIM support. The new device does bear some minor improvements over the original three, namely that it has 8 GB of storage space instead of 4. The main attraction of the Evercoss One X is that it is running Android Lollipop out of the box. |
| Nexian Journey One        | Індонезія           | MT6582         | 2015-02     | Nexian Journey One — Android One-пристрій, що був доступний в Індонезії. Був запущений в лютому 2015 року. Базуючись на дизайні, що нагадував дизайн від Google, він був оснащений 4.5- дюймовим IPS дисплеєм з роздільністю 854×480, процесором MediaTek MT6582 з 4 ядрами Cortex-A7 з тактовою частотою 1.3 ГГц та графічним процесором Mali 400 MP2, 1 ГБ ОЗП, батареєю на 1700 мА·год, основною камерою на 5 Мп, фрнтальною камерою на 2 Мп, FM radio та підтримкою 2 SIM-карт. Новіша версія несла кілька незначних покращень в порівнянні з менулою, а саме 8 ГБ вбудованої пам'яті в порівнянні з 4 ГБ. Головною особливістю Nexian Journey One є те, що він працює на стандартному Android Lollipop з коробки. Nexian Journey One був запущений 4 лютого та був заявлений як перший пристрій запущений з Android 5.1 Lollipop. |

Пристрої на Snapdragon 410 є ребрендами Longcheer L8150, який базувався на еталонному дизайні Qualcomm Seed, пояснюючи їх подібність. Безпосереднім конкурентом, що базується на повністю власному дизайні друкованих плат, є Wileyfox Swift, який доступний у всьому світі, офіційно підтримується Wileyfox з останніми версіями Android та спільнотою, що підтримується LineageOS ROM.

### 2014 рік
| OEM, Модель        | Країна    | SoC    | Рік, місяць | Деталі |
| ------------------ | --------- | ------ | ----------- | --- |
| Symphony Roar A50  | Бангладеш | MT6582 | 2014-12     | Поряд з Micromax Canvas A1, Spice Dream uno та Karbon Sparkle V Bangladesh також отримують місцевий бренд Symphony Roar A50. Він вийшов у грудні 2014 року. |
| Karbonn Sparkle V  | Індія     | MT6582 | 2014-09     | Karbonn Sparkle V, випущений у вересні 2014 р., працює на Android 4.4.4 (KitKat) з можливістю оновлення до 6.0.1 Marshmallow за допомогою OTA. Він працює на версії чотириядерному процесорі з тактовою частотою 1.3 ГГц. Пристрій має подвійний слоти для SIM-карт, 1 ГБ ОЗП та 4 ГБ внутрішньої пам'яті, а живиться від графічного процесора Mali 400. 4,5-дюймовий дисплей має роздільну здатність 480 × 854 пікселів. Смартфон оснащений задньою камерою на 5 Мп та фронтальною на 2 Мп. Пристрій оснащений Wi-Fi 802.11 b/g/n, Bluetooth 4.0, A-GPS та портом microUSB. Його акумулятор на 1700 мАг, як повідомляється, забезпечує 160 годин роботи в режимі очікування та 8 годин роботи в режимі розмови. В рамках ініціативи Android One, Karbonn Sparkle V отримував автоматичні оновлення OTA до останньої версії ОС Android відповідно до пристроїв Nexus та Google Play Edition. Це також перший пристрій Android One, який коли-небудь став доступним у Європі. |
| Micromax Canvas A1 | Індія     | MT6582 | 2014-09     | Micromax Canvas A1, випущений у вересні 2014 р. є одним із перших телефонів на Android One, який виробляється Micromax Mobile за співпраці Google. Micromax Canvas A1 оснащений ОС Android 4.4.4 (KitKat) з чотириядерним 1.3 ГГц процесором та 4,5-дюймовим ємнісним сенсорний екраном. Цей пристрій має 1 ГБ ОЗП, 4/8 ГБ внутрішньої пам'яті (зразу вільно 2,35/5,75 ГБ) і графічний процесор Mali-400. У червні 2015 року компанія Micromax випустила оновлену версію Canvas A1, яка мала вдвічі більше внутрішньої пам'яті та поставлялася з попередньо встановленим Android 5.1 Lollipop. Обидві моделі були оновлені до Android 6.0.1 Marshmallow. |
| Spice Dream UNO    | Індія     | MT6582 | 2014-09     | Spice Dream UNO (Mi-498), запущений у вересні 2014 року, працює на чотириядерному процесорі MediaTek з тактовою частотою 1.3 ГГц та графічному процесорі Mali-400 в парі з 1 ГБ ОЗП. Це телефон із двома SIM-картами. Він має 4,5-дюймовий екран IPS LCD FWVGA (480 × 854 пікселів). Був випущений з Android 4.4.4 KitKat. Нова партія поставлялася з Android 5.1 Lollipop, а стару версію можна оновити до Android 5.1. Він має основну камеру 5 Мп зі світлодіодним спалахом та можливістю зйомки відео у форматі Full HD та фронтальну камеру на 2 Мп. Поставлявся з 4 ГБ внутрішньої пам'яті та можливість додавання картки microSD до 32 ГБ. Телефон живиться від літій-іонного акумулятора на 1700 мА·год. Spice стверджує, що акумулятор забезпечить 10 годин роботи в режимі розмови та 160 годин у режимі очікування. Був оновлений до Android 6.0.1 Marshmallow.                                                                                                   |